# Масевичи (Ровненская область)
Масевичи (укр. Масевичі) — село, центр Масевичского сельского совета Рокитновского района Ровненской области Украины.
Население по переписи 2001 года составляло 2487 человек. Почтовый индекс — 34253. Телефонный код — 3635. Код КОАТУУ — 5625085001.

## Местный совет
34253, Ровненская обл., Рокитновский р-н, с. Масевичи, ул. Ленина, 97.